# 전석훈
전석훈(1997년 12월 3일 ~ )은 대한민국의 축구 선수이며 포지션은 윙어이다. 현재 K3리그의 포천시민축구단에서 활약하고 있다.

## 클럽 경력
전석훈은 삼일공업고등학교를 졸업하고, 김병수 감독이 이끄는 영남대학교 축구부에 입학하였다. 2016년 3월 27일 신입생인 전석훈은 호남대학교와의 FA컵 2라운드에 출전하여 3-1 승리를 거두었다. 이 경기에서 전석훈은 선배 주한성의 도움을 받아 두 골을 기록하였고, 이 골은 영남대학교 축구부에서의 데뷔골이었다.
2017년 12월 12일 K리그 챌린지의 서울 이랜드 FC에 입단하였다. K리그2 2018 시즌 4라운드 광주 FC와의 홈 경기에 75분 경 조용태와 교체되어 투입되면서, 자신의 프로 데뷔 무대를 가지게 되었다. 3월 28일 고려대학교와의 FA컵 3라운드 경기에서 선발 출장하며, 서울 이랜드에서의 첫 선발 무대에 나섰다. K리그2 2019 시즌에는 기회를 조금 더 부여받으면서, 6경기 선발, 7경기 교체 출전을 기록하였다. 2019년 10월 1일에 열린 아산 무궁화와의 경기에서 프로 데뷔골을 기록했다.
2021시즌을 앞두고 K3리그의 김해시청 축구단에 입단했다.
2022시즌을 앞두고 천안시 축구단에 입단했다.